# Bergün Filisur
Bergün Filisur – miejscowość i gmina w Szwajcarii, w kantonie Gryzonia, w regionie Albula. Powstała 1 stycznia 2018 z połączenia gminy Bergün/Bravuogn z gminą Filisur.

## Demografia
W Bergün Filisur mieszkają 884 osoby. W 2020 roku 18,7% populacji gminy stanowiły osoby urodzone poza Szwajcarią. 

## Transport
Przez teren gminy przebiega droga główna nr 749.